# Karin Miyawaki
Karin Miyawaki, född 4 februari 1997 i Tokyo, är en japansk fäktare som vid OS 2024 ingick i det japanska laget som tog brons i florett.